# Ochozský potok (přítok Šlapanky)
Ochozský potok je pravostranný přítok říčky Šlapanky v okrese Jihlava v Kraji Vysočina. Délka jeho toku činí 10,5 km. Plocha povodí měří 19,1 km².

## Průběh toku
Potok pramení v Arnoleckých horách na západním úbočí Sádku (698 m), nedaleko silnice spojující obce Stáj a Rudolec, v nadmořské výšce okolo 680 m. Kromě horního toku, kde teče západním směrem, směřuje tok potoka převážně na severozápad. Jeho hladinu vzdouvá řada rybníků, které se nazývají Boháčkův rybník, Horní Ochoz, Dolní Ochoz, Čihadlo, Panák, Podleský rybník a Podhorský rybník. Na dolním toku potok protéká Polnou, kde se zprava vlévá do říčky Šlapanky na jejím 22,5 říčním kilometru.

### Větší přítoky
- Stájský potok, zleva, ř. km 6,5[1]
- Záborenský potok, zprava, ř. km 2,9[3]